# 스피드스케이팅 남자 1000m 대한민국 기록 추이
스피드 스케이팅 대한민국 기록은 대한 빙상 경기 연맹이 공인하고 관리한다.
다음은 남자 1000m 대한민국 기록 추이이다.
| # | 시간        | 차이     | 선수     | 소속       | 날짜           | 대회명                                      | 장소                          | 경기장               | 주석 및 기타                    | 동영상 |
|   | 1분 25초 4  | -        | 정재원   | 경희대     | 1975. 01. 07   | 제5회 회장기 쟁탈 전국 남녀 빙상 경기 대회  | 대한민국 서울                 | 태릉 국제 스케이트장 | 종전 1분26초 6(정재원)          |        |
|   | 1분 24초 6  | - 0.8초  | 이영하   | 경희고     | 1975. 01. 31   | 제1회 스피드 스케이팅 스프린트 선수권 대회  | 대한민국 서울                 | 태릉 국제 스케이트장 | [ 2 ]                           |        |
|   | 1분 21초 61 | - 2.99초 | 이영하   | 경희대     | 1976. 01. 23   | 국제 빙상 대회                              | 이탈리아 Madonna di Campiglio | Pista Olimpica       | [ 3 ]                           |        |
|   | 1분 20초 33 | - 1.28초 | 이영하   | 경희대     | 1976. 01. 24   | 국제 빙상 대회                              | 이탈리아 Madonna di Campiglio | Pista Olimpica       | 3위                             |        |
|   | 1분 19초 79 | - 0.54초 | 이영하   |            | 1978. 01. 26   | 59회 전국 체전                              | 대한민국 서울                 | 태릉 스케이트장      | [ 5 ]                           |        |
|   | 1분 19초 45 | - 0.34초 | 이영하   |            | 1979. 01. 05   | 우수 선수 2차 공인 기록회                   | 대한민국 서울                 | 태릉 스케이트장      | [ 6 ]                           |        |
|   | 1분 18초 78 | - 0.67초 | 이영하   |            | 1979. 12. 18   | 동계올림픽 빙상 경기 파견 1차 선발전        | 대한민국 서울                 | 태릉 선수촌          | 종전 (이영하) 1.18.78 73년 12월 |        |
|   | 1분 18초 73 | - 0.05초 | 이영하   |            | 1983. 01. 27   | 전국 체전                                   | 대한민국 서울                 | 태릉 스케이트장      | [ 8 ]                           |        |
|   | 1분 17초 76 | - 0.97초 | 이영하   | 대우       | 1983. 12. 29   | 국제 스피드 스케이팅 대회                   | 서독 인첼                     |                      | 3위.                            |        |
|   | 1분 16초 88 | - 0.88초 | 나윤수   | 단국대학원 | 1986. 02. 22   | 세계 스프린트 스피드 스케이팅 선수권 대회   | 일본 가루아자와               |                      | 13위                            |        |
|   | 1분 15초 03 | - 1.85초 | 배기태   | 단국대학원 | 1987. 11. 22   | 스피드 스케이팅 월드컵                      | 네덜란드 헤이렌베인           |                      | [ 11 ]                          |        |
|   | 1분 14초 07 | - 0.96초 | 배기태   | 단국대     | 1987. 12. 06   | 1987-88 스피드 스케이팅 월드컵              | 캐나다 캘거리                 | 올림픽 오벌          | 3위 PB                          |        |
|   | 1분 13초 32 | - 0.75초 | 김윤만   | 고려대     | 1993. 12. 05*  | 스피드 스케이팅 월드컵/3일째                | 노르웨이 하마르               |                      | 3위                             |        |
|   | 1분 12초 97 | - 0.35초 | 제갈성렬 |            | 1995. 02. 11   | 1994-95 스피드 스케이팅 월드컵              | 캐나다 캘거리                 | 올림픽 오벌          | 1차 레이스 3위                  |        |
|   | 1분 12초 60 | - 0.37초 | 김윤만   | 고려대     | 1995. 02. 12   | 1994-95 스피드 스케이팅 월드컵              | 캐나다 캘거리                 | 올림픽 오벌          | 2차 레이스 1위.                 |        |
|   | 1분 12초 51 | - 0.09초 | 제갈성렬 | 상무       | 1996. 03. 01   | 1995-96 스피드 스케이팅 월드컵              | 캐나다 캘거리                 | 올림픽 오벌          | 1차 레이스 3위                  |        |
|   | 1분 12초 35 | - 0.16초 | 제갈성렬 | 상무       | 1996. 03. 03   | 1995-96 스피드 스케이팅 월드컵(2차)         | 캐나다 캘거리                 | 올림픽 오벌          | 2차 레이스 1위                  |        |
|   | 1분 12초 05 | - 0.30초 | 제갈성렬 | 상무       | 1997. 01. 03   | 1996-97 스피드 스케이팅 월드컵              | 캐나다 캘거리                 | 올림픽 오벌          | .                               |        |
|   | 1분 11초 94 | - 0.11초 | 이규혁   | 고려대     | 1997. 10. 25   | 캐나다 4개국 초청 국제 스피드 스케이팅 대회 | 캐나다 캘거리                 | 올림픽 오벌          | 2위.                            |        |
|   | 1분 11초 67 | - 0.27초 | 이규혁   | 고려대     | 1997. 11. 06 * | 제32회 전국 남녀 종목별 빙상 경기 대회      | 캐나다 캘거리                 | 올림픽 오벌          | 비공인 세계신                   |        |
|   | 1분 10초 86 | - 0.81초 | 이규혁   | 고려대     | 1997. 11. 22   | 1997-98 스피드 스케이팅 월드컵              | 캐나다 캘거리                 | 올림픽 오벌          | 1차 레이스 6위                  |        |
|   | 1분 10초 42 | - 0.44초 | 이규혁   | 고려대     | 1997. 11. 23   | 1997-98 스피드 스케이팅 월드컵              | 캐나다 캘거리                 | 올림픽 오벌          | 2차 레이스 1위                  |        |
|   | 1분 08초 37 | - 0.10초 | 이규혁   | 춘천시청   | 2002. 02. 16   | 제19회 동계 올림픽                          | 미국 솔트레이크시티           | 유타 올림픽 오벌     | 종전 유타 01년 3월 1.08. 61     |        |
|   | 1분 07초 40 | - 0.11 * | 이규혁   | 서울시청   | 2007. 11. 10   | 2007-08 스피드 스케이팅 월드컵              | 미국 솔트레이크시티           | 유타 올림픽 오벌     | 1차 레이스 4위                  |        |
|   | 1분 07초 07 | - 0.33초 | 이규혁   | 서울시청   | 2007. 11. 11   | 2007-08 스피드 스케이팅 월드컵              | 미국 솔트레이크시티           | 유타 올림픽 오벌     | 2차 레이스 3위                  |        |

## 같이 보기
- 스피드 스케이팅 남자 1000m 세계 기록 추이
- 스피드 스케이팅 여자 1000m 대한민국 기록 추이
- 스피드 스케이팅 여자 1000m 세계 기록 추이